# 1718 год в науке
В 1718 году в науке и технике произошло несколько значимых событий.

## Астрономия
- Эдмунд Галлей открыл собственное движение звёзд.

## Химия
- Этьен Франсуа Жоффруа[англ.] представил Французской академии наук первую в истории таблицу химического сродства (на основе реакций замещения).

## Математика
- Абрахам де Муавр опубликовал на английском языке свой главный труд по теории вероятностей «The Doctrine of Chance: A method of calculating the probabilities of events in play», который несколько раз переиздавался[1][2].

## Медицина
- В Дублине шестью хирургами основан Благотворительный лазарет (англ. Charitable Infirmary), первая публичная волонтёрская больница на Британских островах[3][4].

## Технологии
- 15 мая — Джеймс Пакл[англ.] получил в Англии патент на Ружьё Пакла[5].

## Родились
- 16 мая — Мария Гаэтана Аньези, итальянский математик, философ и филантроп (умерла в 1799).
- 23 мая — Уильям Хантер, шотландский анатом и врач (умер в 1783).
- 17 августа — Фрэнсис Уиллис[англ.] — британский врач, специализировавшийся на психических расстройствах (умер в 1807).
- дата неизвестна — Саломея Регина Русецкая (по мужьям — Гальпирова и Пильштынова), первая в истории Речи Посполитой женщина-врач, просветительница, автор мемуаров (умерла после 1763).

## Умерли
- 11 марта — Ги Крессан Фагон[англ.], французский врач и ботаник, личный врач короля Людовика XIV, директор королевского «Ботанического сада» (род. в 1638).
- Апрель — Джеймс Петивер, английский ботаник, энтомолог и аптекарь (род. в 1665).
- 9 декабря — Винченцо Мария Коронелли, венецианский историк, географ и космограф, энциклопедист, генерал ордена миноритов (род. в 1650).